# Фітеція зеленкувата
Фітеція зеленкувата (лат. Phytoecia coerulescens (Scopoli, 1763) — вид жуків з родини вусачів.

## Розвиток

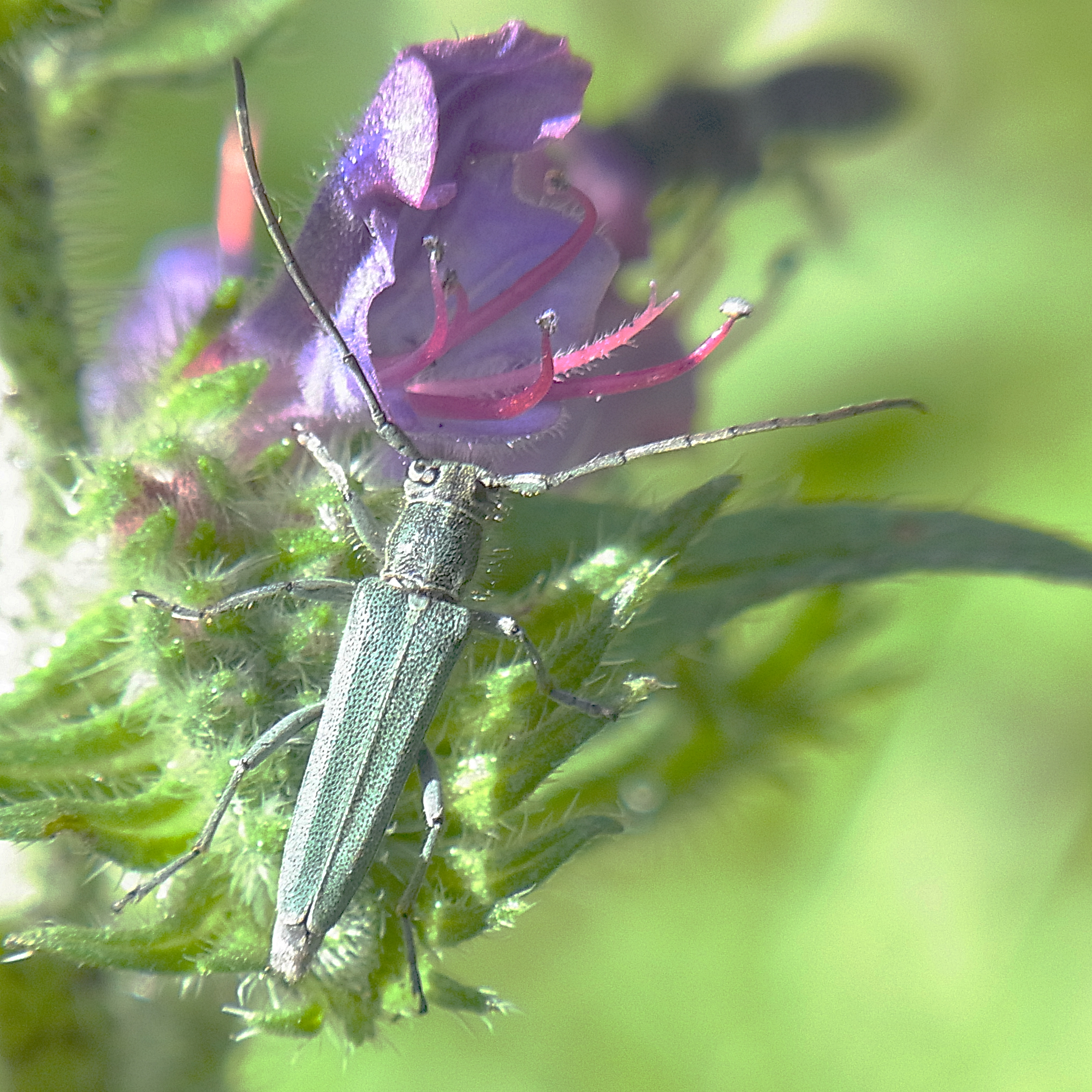
Фітеція зеленкувата на квітах кормової рослини

Кормовими рослинами є Синяки (Echium): синяк звичайний (Echium vulgare) та синяк італійський (Echium italicum).

## Підвиди
- Phytoecia coerulescens coerulescens (Scopoli, 1763)
- Phytoecia coerulescens cretensis (Breuning, 1947)